# 펄스제트

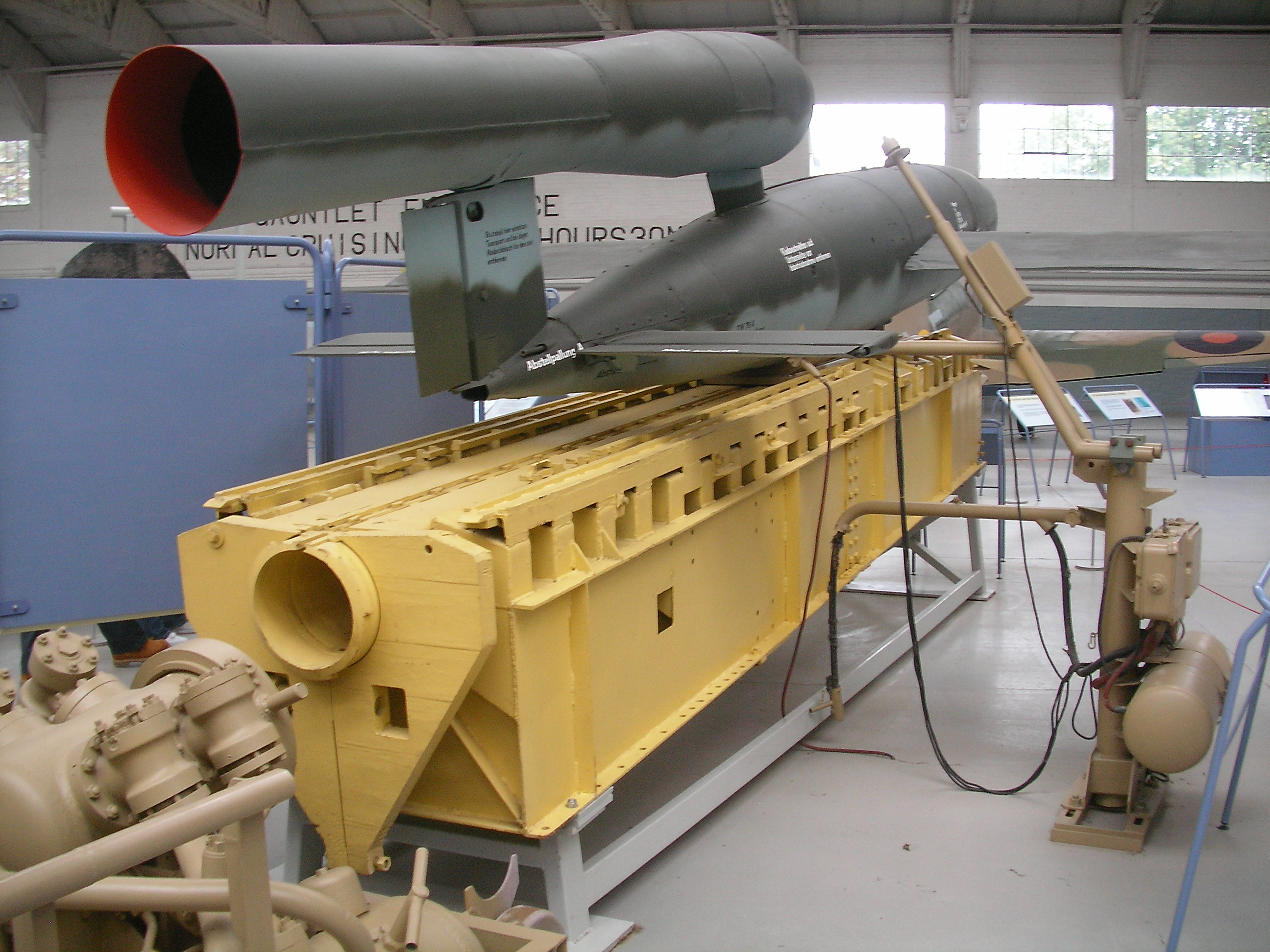
V-1의 엔진 분사구

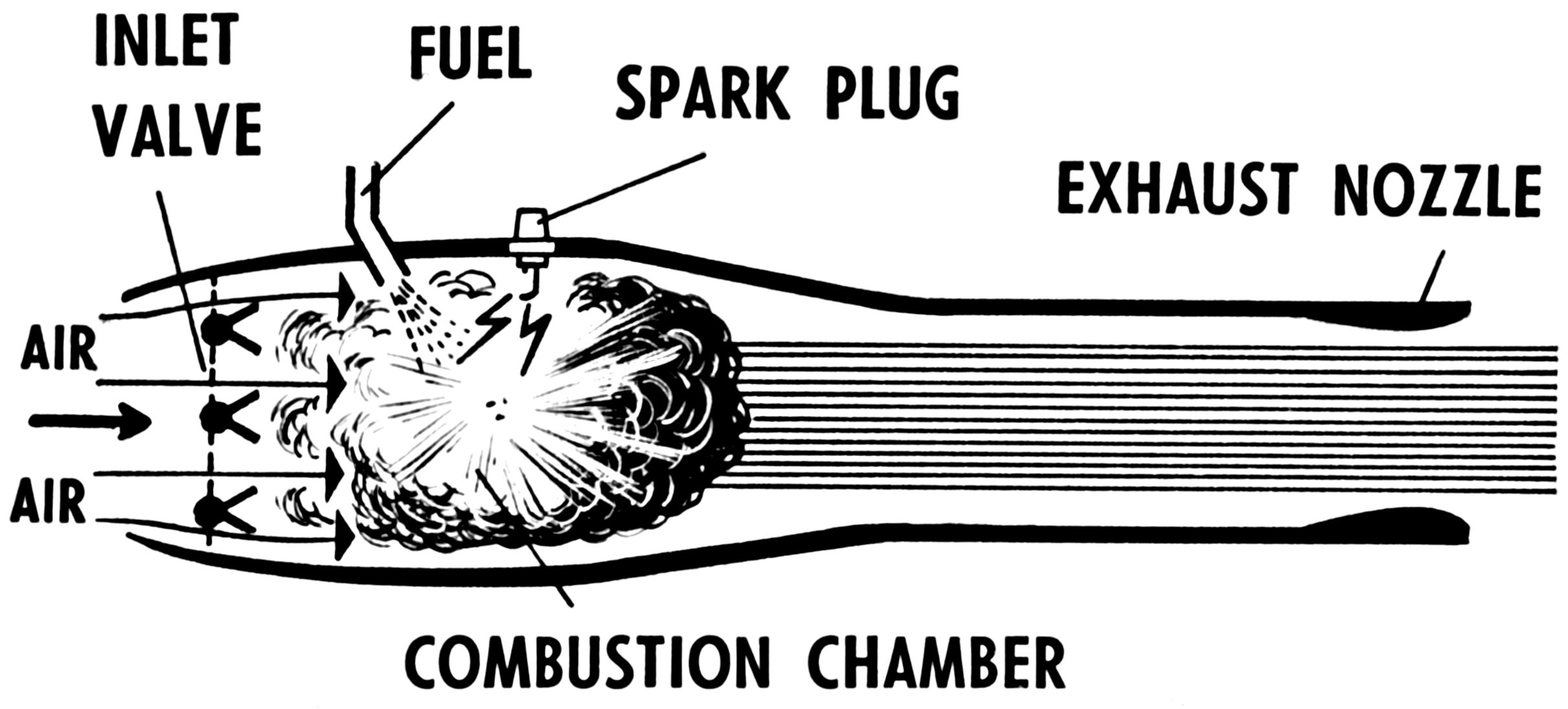

펄스제트(Pulse Jet)는 제트 엔진 중의 하나로, 비교적 작고 간단한 항공기 엔진 중 하나이다. 처음에는 잘 알려지지 않았으나 제2차 세계대전때 독일이 개발한 V-1 순항 미사일에 쓰이면서 유명해졌다. 1개의 덕트랑 흡입구, 연소실과 자동개폐되는 리드밸브로 이루어졌다.